# ناتاليا ديل
ناثاليا شبت (بالبرتغالية: Nathalia Dill‏) ممثلة برازيلي من مواليد 24 مارس 1986.

## مواقع خارجية
- ناتاليا ديل على موقع IMDb (الإنجليزية)
- ناتاليا ديل على موقع روتن توميتوز (الإنجليزية)
- ناتاليا ديل على موقع ألو سيني (الفرنسية)
- ناتاليا ديل على موقع تيرنر كلاسيك موفيز (الإنجليزية)
- ناتاليا ديل على موقع أول موفي (الإنجليزية)
- ناتاليا ديل على موقع قاعدة بيانات الفيلم (الإنجليزية)
- ناتاليا ديل على موقع كينوبويسك (الروسية)